# Кіндзмараулі
Кіндзмараулі (груз. ქინძმარაული) — червоне напівсолодке вино, що виробляють з 1942 року. Має колір переспілої вишні або граната, ніжний, повний, оксамитовий смак і типовий сортовий букет. Виготовляють із сорту винограду Сапераві, оброблюваного в Кіндзмараульскій мікрозоні Кварельського району Кахетії. Сапераві для цього вина збирають за цукристості не менше 22 %, завдяки чому вино завжди природно напівсолодке без додавання цукру.

## Опис

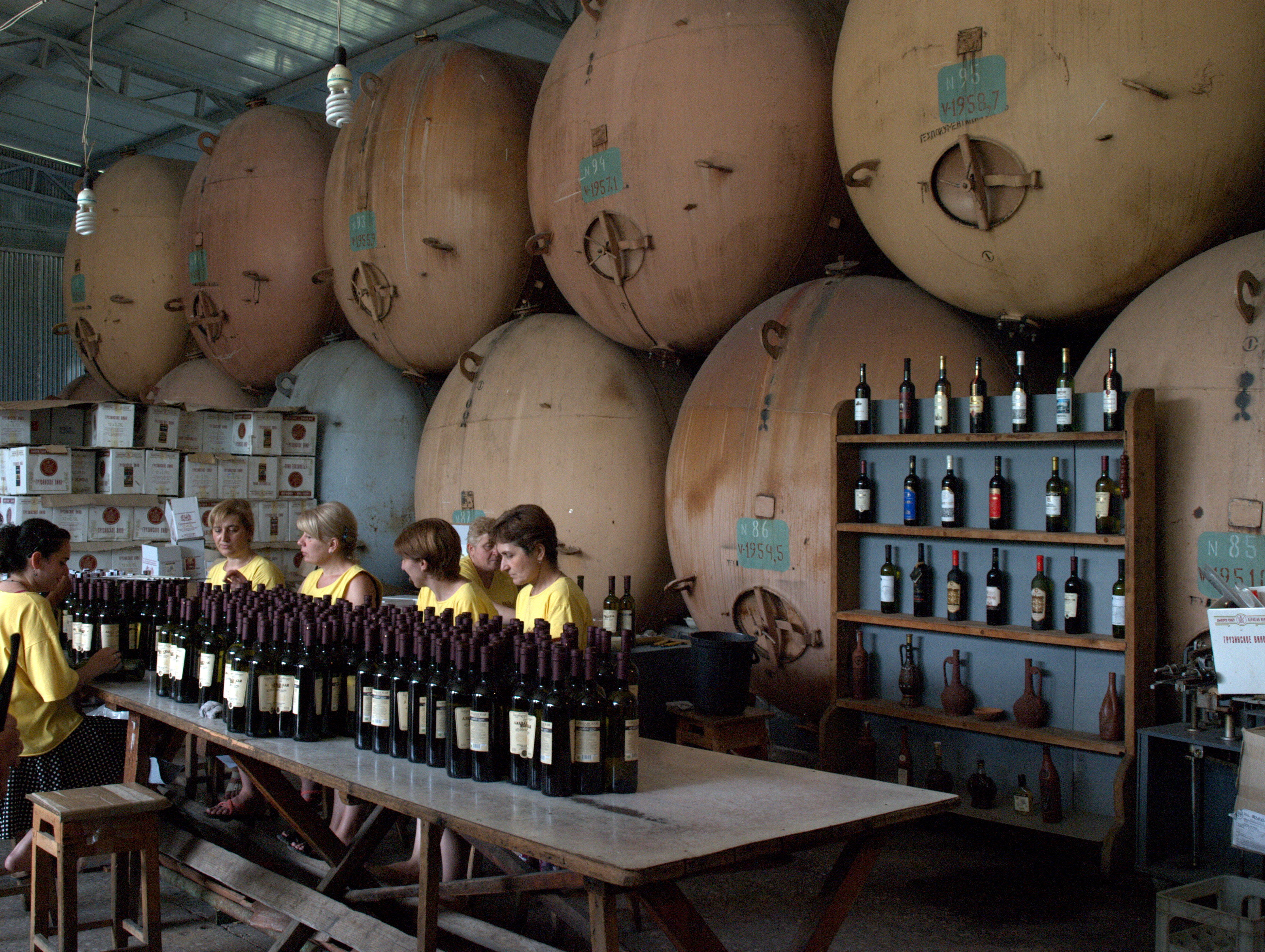
Виробництво Кіндзмараулі

Мікрозона Кіндзмараулі розташована в Алазанській долині на території 120 гектарів у містечку, де річка Дуруджи з'єднується з Алазані.
Зважаючи на те, що кількість зібраного винограду дуже обмежена, справжнє «Кіндзмараулі» це велика рідкість.
Марка вина Кіндзмараулі належить до «Контрольовані найменування за походженням».
Для виробництва вина винороби використовують «кахетинський спосіб» (вино витримують і зберігають у глечиках, що мають форму конуса, глечики мають назву «квеврі»).
Законом Грузії «Про найменування місць походження та географічних індикаторів товарів» від 2010 року назву Кіндзмараулі включено до списку апеласьонів Грузії і вона не може бути використана виробниками вина за межами певного географічного регіону.
У січні 2012 року уряд Грузії домігся визнання права на бренд «Кіндзмараулі».

## Уживання
Знавці зазначають, що найкраще кіндзмараулі підходить до м'яса гриль. Крім того, вино чудово поєднується з десертами і фруктами.